# Spiraea hemicryptophyta
Spiraea hemicryptophyta är en rosväxtart som beskrevs av A.J.C. Grierson. Spiraea hemicryptophyta ingår i släktet spireor, och familjen rosväxter. Inga underarter finns listade i Catalogue of Life.